# Ancien régime

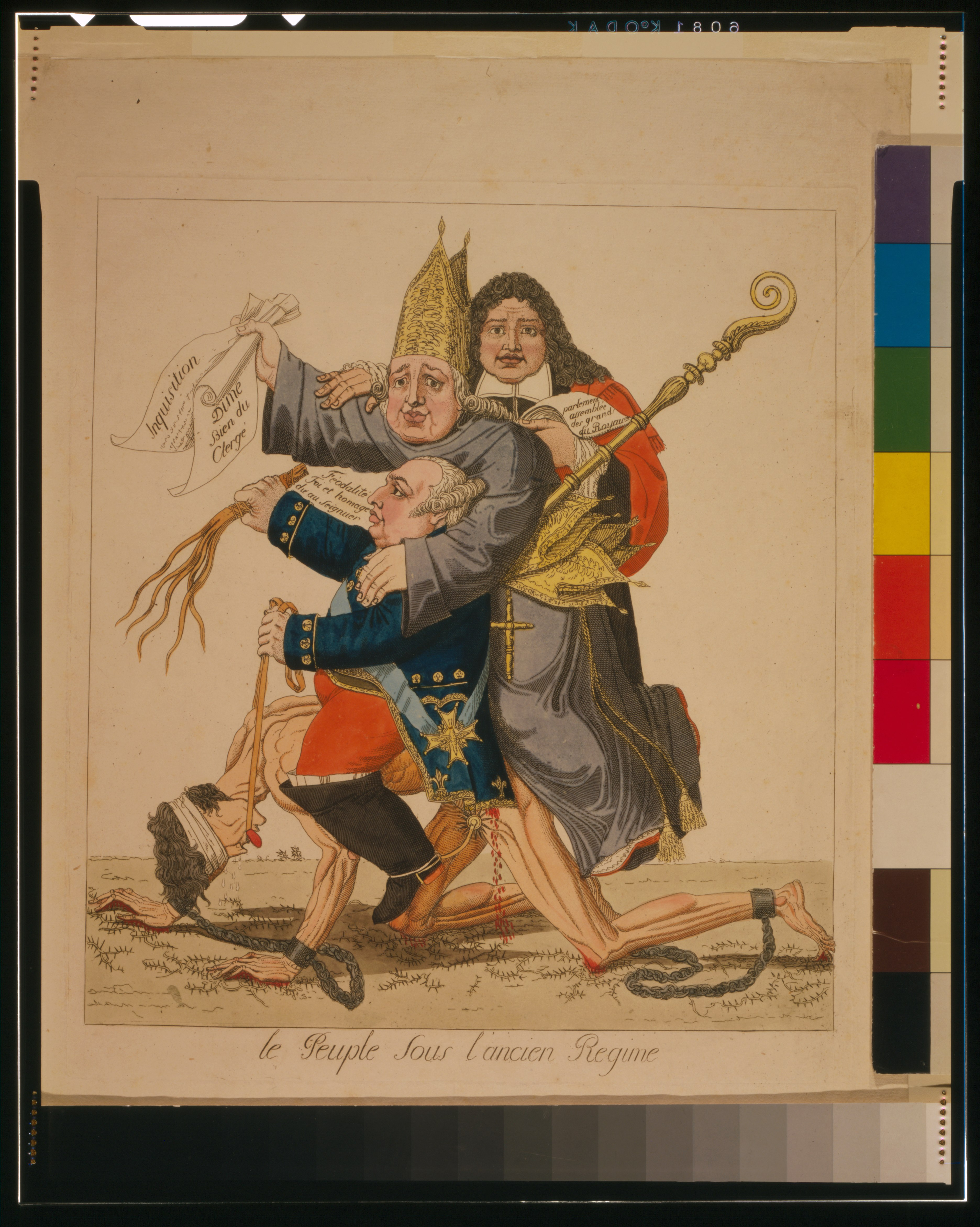
Een spotprent tegen het ancien régime.

Onder het ancien régime (Frans voor oud stelsel of oud systeem) verstaat men de politieke en maatschappelijke organisatie van het Franse koninkrijk, zoals die bestond in de vroegmoderne tijd. Deze periode ligt tussen de late middeleeuwen en de Franse Revolutie van 1789, die het begin van de moderne tijd markeert. Typische kenmerken van het ancien régime waren de absolute monarchie, het bestaan van talrijke privileges, een standenmaatschappij, een bevoorrechte staatskerk en een territoriale indeling met grote plaatselijke verschillen in bestuur en recht.
Bij uitbreiding verwijst de term naar de grote delen van Europa die na de Franse Revolutie eveneens drastische veranderingen zouden ondergaan, na de napoleontische veroveringen. In Nederland en België werden de politieke en sociale structuren van het ancien régime opgeheven, na de Franse invasie van 1794-1795 en de daaropvolgende bezetting: de periode van de Bataafse republiek. Deze instituties vonden hun wortels in het middeleeuwse feodalisme. Vooral in de Zuidelijke Nederlanden, met hun rijke en invloedrijke nijverheidssteden, waren echter vanaf de 13e eeuw reeds sterke hervormingen doorgevoerd.

## Kenmerken
Van 'het' ancien régime, met overal en steeds dezelfde structuur, zonder ontwikkelingen, was geen sprake. Europa kende een lappendeken aan vorstendommen met elk een eigen geschiedenis en kenmerken. Sterk vereenvoudigend betrof het ancien régime een standenmaatschappij van drie 'standen': de adel, de geestelijkheid of clerus, en een derde, werkende stand. De adel en clerus hadden talrijke privileges waaronder de vrijstelling van belastingen. De derde stand bestond uit plattelandsbewoners als boeren en werklui, en kooplieden, arbeiders en ambachtslui in de steden. Kenmerkend voor deze periode was de geringe politieke invloed en macht voor de burger, ambachtslui en arbeiders, vergeleken met de overmatige invloed en privileges van de adel en geestelijken. In de loop der late middeleeuwen wist de derde stand geleidelijk zeggenschap in het bestuur te bedingen.
Het platteland kende een grote tegenstelling tussen de boerenstand en de klasse der grootgrondbezitters, die in het feodale stelsel nagenoeg absolute heerschappij had. Zo kon een dorpsheer zowel de wetgevende en rechterlijke macht als het dagelijkse bestuur in een dorp uitoefenen. Verder bestond er een grote mate van decentralisatie. Dit weerspiegelde zich in aparte munteenheden, gewichten en maten voor nagenoeg ieder afzonderlijk gewest.
In het ancien régime werden openbare mandaten, waaronder gerechtelijke functies, zoals het schoutambt, het meierschap en het drostambt, voor een beperkte tijd verpacht. Dit kon in principe zeer efficiënt zijn, maar door kortetermijnvisie en winstbejag leidde het ook tot misbruik, favoritisme of ambtelijke willekeur.
In het hertogdom Brabant ging de ontwikkeling uit van de steden, waarbij vertegenwoordigers van de burgers met de heren onderhandelden. In ruil voor erkenning van het gezag van laatstgenoemden, of het voldoen van hun schulden, bedongen de burgers rechten die schriftelijk werden vastgelegd, aangeduid als Brabants constitutionalisme. De meisenier was in Brabant een rechtsterm waarmee een bevoorrechte boerenstand aangeduid werd, te vergelijken met de poorters in de stad. Aanvankelijk waren dit vrijgemaakte horigen die militaire diensten aan de heer verleenden. In ruil daarvoor kregen ze bijvoorbeeld vrijstelling van erfbelasting of dode hand, of het recht alleen gevonnist te worden door de eigen schepenbank, ongeacht de plaats van het aangeklaagde misdrijf.

## De opheffing van het ancien régime
De opheffing van het ancien régime had vele maatschappelijke en bestuurlijke gevolgen:
- De heerlijkheden werden opgeheven en vervangen door één algemeen lokaal bestuursmodel, de gemeente. Gemeenten werden gegroepeerd in gerechtelijke kantons en arrondissementen, die op hun beurt bij nieuw gecreëerde departementen - later opnieuw provincies genoemd - werden ondergebracht.
- Wat de rechterlijke macht betreft, werden de plaatselijke schepenbanken vervangen door centraal bestuurde gerechtshoven. Invoering van hoven van beroep en hoven van assisen.
- Invoering van de burgerlijke stand ter vervanging van de voorheen door de Kerk georganiseerde registratie van geboorten, huwelijken en overlijdens.
- Opheffing van het leenstelsel: lenen (waarvan de houder slechts het vruchtgebruik bezat en de suzerein de naakte eigendom) werden volle eigendom.
- Opheffing van het tiendenstelsel: de tiende die doorgaans geïnd werd door de Kerk (evenredig verdeeld onder de parochiepriester, het bisdom en de plaatselijke armenzorg) werd vervangen door een door de Staat georganiseerd stelsel van belastingen. Tienden in het bezit van seculieren werden verbeurd verklaard (of de eigendomstitel waardeloos).
- Verbeurdverklaring van het koninklijk domein: dit werd staatseigendom.
- Afschaffing van alle ambtelijke en adellijke titels.
- Afschaffing van het gewoonterecht en invoering van de Code Napoléon (burgerlijk wetboek).
- Afschaffing van de oude maatstelsels en invoering van het metriek stelsel.

Deze veranderingen waren niet zonder meer en overal positief. Het stadsburgerschap van vóór 1800 in veel grote Europese steden was bijvoorbeeld aanzienlijk democratischer dan dat van de natiestaten van de negentiende eeuw. Een stadsbewoner kon op allerlei manieren deelnemen aan stedelijke organisaties, zijn stem laten horen, en via getrapte procedures zijn invloed nationaal doen gelden. De Revolutie vernietigde deze structuren. De gilden en andere maatschappelijke organisaties werden als ‘feodale’ relicten afgeschaft, het duurde vervolgens nog ruim een eeuw voor ook Frankrijk zoiets als algemeen kiesrecht kreeg.

## Binnen het Vlaams onderwijs
Het ancien régime wordt binnen het Vlaams onderwijs, zowel secundair als hoger, gebruikt als aanduiding voor de tijdvakken middeleeuwen en vroeg-moderne tijd.